# Lepiceridae
Los lepicéridos (Lepiceridae) son una familia de coleópteros mixófagos. Solo se conocen cuatro especies, tres en el género Lepicerus encontrados en  los Neotrópicos y una especie extinta, Haplochelus georissoides de ámbar burmés. Los adultos miden menos de 2 mm. Las larvas no se conocen. 

## Géneros
Tiene los siguientes géneros:
- Lepicerus[1]
- Haplochelus †